# 盲目信仰乐團
盲目信仰樂團（英語：Blind Faith），又稱為盲目諾言樂團，是英國藍調搖滾樂團，由艾瑞克·克萊普頓，金格·貝克，史蒂夫·溫伍德和呂克·格雷奇組成。
樂團為第一批的超級樂團，在1969年8月發行了他們唯一的專輯盲目信仰，他們的風格與溫伍德，貝克和克萊普頓前不久參與過的樂團類似。他們協助了藍調音樂和搖滾樂融合開創成藍調搖滾的音樂流派。

## 早期
艾瑞克·克萊普頓對於即興演奏的工作感到滿意，但對於再創辦一個嚴肅的樂團猶豫不決。金格·貝克有一天再次出現在1969年與他們一起坐下來，樂團接近最後的形式。克萊普頓質疑金格·貝克在樂團中的表現，因為他已經答應傑克·布魯斯說，如果他們再次相互合作，他們三人都會上場。此外，克萊普頓在分手後不到九週就不想與奶油樂團重聚，也不想處理另一種“奶油樂團般的”超級明星情況。史蒂夫·溫伍德最終說服克萊普頓完成讓貝克的加入，爭辯說貝克加強了他們的音樂才能，並且很難找到一個同樣有才華的鼓手。
到了1969年5月家庭樂團的貝斯手呂克·格雷奇受邀加入他們的行列。

## 團員
- 史蒂夫·溫伍德 - 主唱、風琴、貝斯、吉他、鋼琴，鍵盤、口琴
- 艾瑞克·克萊普頓 - 吉他、主唱
- 呂克·格雷奇 - 貝斯、小提琴，主唱在"Do What You Like"
- 金格·貝克 - 打擊樂器、鼓，主唱在"Do What You Like"

## 唱片
- 盲目信仰（英语：Blind Faith (Blind Faith album)）
- 1969年8月1號 美國發行(白金)
- 1969年9月1號 英國發行(金)
- 1969年9月1號 加拿大發行

## 1969年倫敦海德公園錄影專輯
- 倫敦海德公園1969年（英语：London Hyde Park 1969 (album)）

## 外部連結
- The Blind Faith Story - from the Official Ginger Baker Archive （页面存档备份，存于）